# Rodger Ward
Rodger M. Ward ( Beloit, Kansas, SAD, 10. siječnja 1921. – Anaheim, Kalifornija, SAD, 5. srpnja 2004. ) bio je američki vozač automobilističkih utrka i pilot Ratnog zrakoplovstva SAD-a u Drugom svjetskom ratu.